# Lemnalia bournei
Lemnalia bournei är en korallart som beskrevs av Hilario Atanacio Roxas 1933. Lemnalia bournei ingår i släktet Lemnalia och familjen Nephtheidae. Inga underarter finns listade i Catalogue of Life.